# 寿 (桶川市)
寿（ことぶき）は、埼玉県桶川市の町名。現行行政地名は寿一丁目から二丁目。住居表示実施地区。郵便番号363-0016。

## 地理

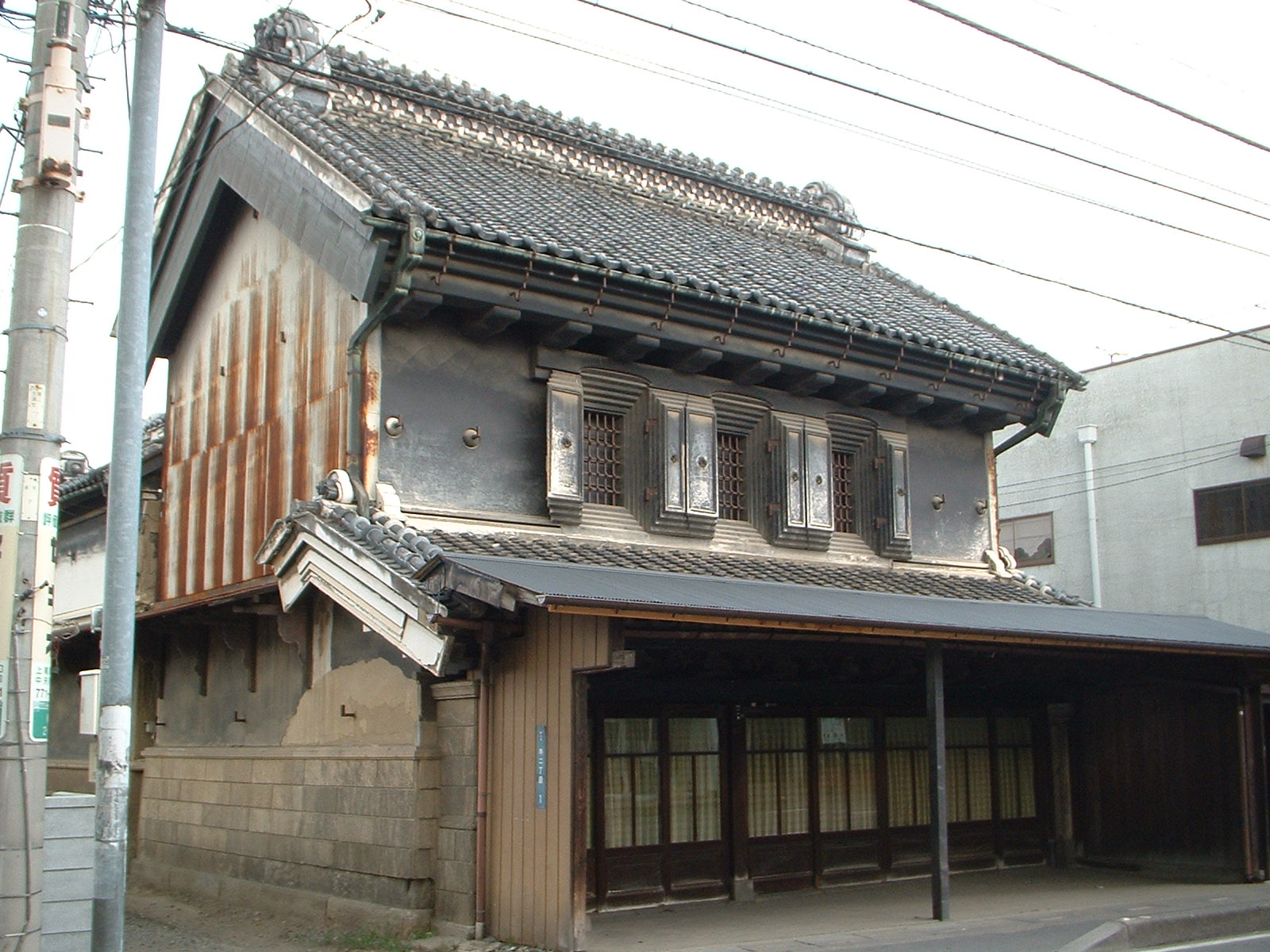
矢部家住宅

埼玉県の中央地域（県央地域）で、桶川市中央の大宮台地上に位置する。東部で末広、南部で東や南、西部で高崎線を挟んで若宮、北部で西や北と隣接し、西側では対角線上に泉が位置する。地内は桶川駅の東口に近く、主に住宅地であるほか、主要な通り沿いは商業地となっている。河川などの水域は一切ない。鴻巣桶川さいたま線（旧中山道）沿線には商店に混じり、島村老茶舗など、宿駅だった桶川宿の名残の建物が見られる。国道17号（大宮バイパス）沿線はロードサイド店舗が立地する。

### 地価
住宅地の地価は、2022年の公示地価によれば、寿二丁目13-21の地点で12万2000円/m2となっている。

## 歴史
- 1967年（昭和42年） - 桶川町大字桶川の一部から住居表示を実施して寿一丁目 - 二丁目が成立[5][6]。
- 1970年（昭和45年）11月3日 - 桶川町が市制施行し、桶川市の町丁となる[6][7]。
- 2020年（令和2年）4月3日 - 地内に所在する島村老茶舗の建物が国の登録有形文化財に登録される[8]。

## 世帯数と人口
2022年（令和4年）1月1日現在の世帯数と人口は以下の通りである。
| 丁目     | 世帯数    | 人口    |
| -------- | --------- | ------- |
| 寿一丁目 | 347世帯   | 666人   |
| 寿二丁目 | 767世帯   | 1,520人 |
| 計       | 1,114世帯 | 2,186人 |

## 小・中学校の学区
市立小・中学校に通う場合、学区は以下の通りとなる。
| 丁目     | 番地 | 小学校             | 中学校               |
| -------- | ---- | ------------------ | -------------------- |
| 寿一丁目 | 全域 | 桶川市立桶川小学校 | 桶川市立桶川東中学校 |
| 寿二丁目 | 全域 | 桶川市立桶川小学校 | 桶川市立桶川東中学校 |

## 交通

### 鉄道
- JR東日本高崎線桶川駅 - 地内で東口駅前広場の造成工事が行なわれている。

### 道路
- 国道17号大宮バイパス
- 埼玉県道164号鴻巣桶川さいたま線（旧中山道）
- 埼玉県道134号桶川停車場線 - 駅前通り

### バス
バス路線では地区内には桶川駅東口を発着する朝日自動車や丸建つばさ交通の路線バスのほか、コミュニティバスの桶川市内循環バス「べにばなGO」（東循環・東西循環）が運行され、そのバス停留所がある（桶川駅#バス路線も参照）。

## 施設
駅前に位置するため多数の商業施設が立地する。

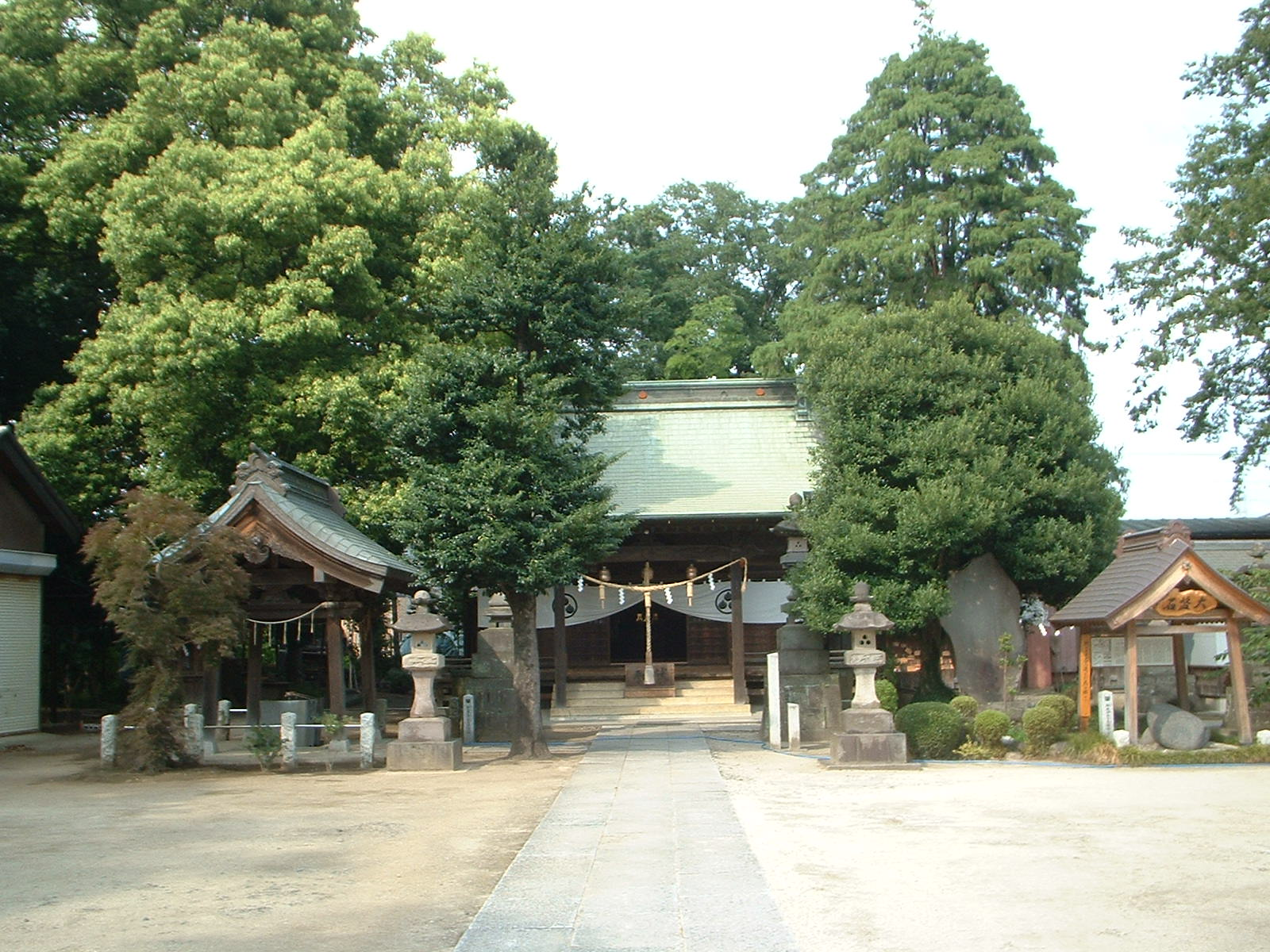
桶川稲荷神社

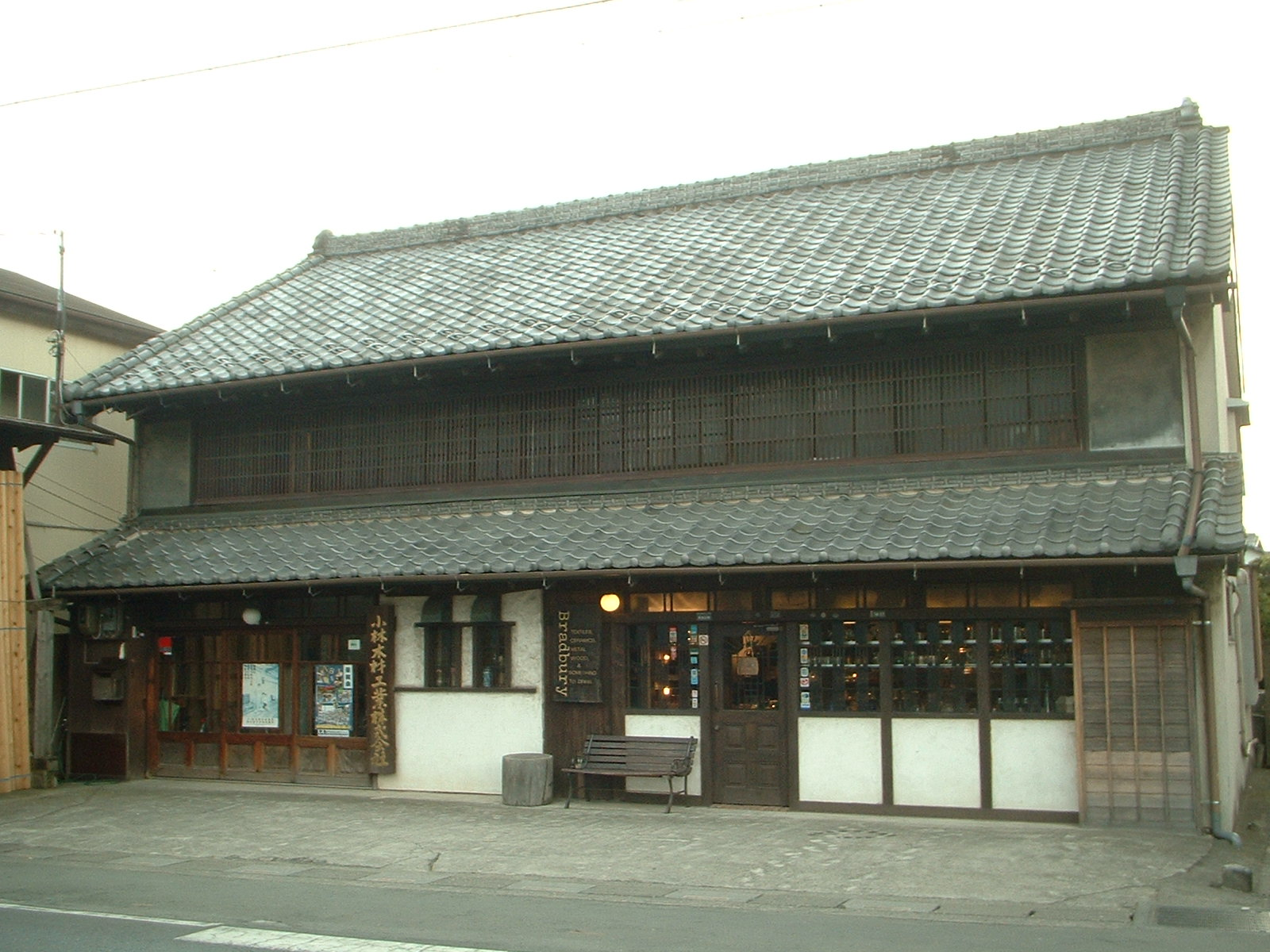
小林家住宅

- 桶川駅 - 駅ホームの一部が寿の区域に掛かる。なお、桶川駅の所在地は桶川市南一丁目である。
- 島村老茶舗 - 国の登録有形文化財[8]
  - 島村家住宅土蔵 - 国の登録有形文化財[10]
- 小林家住宅主屋 - 国の登録有形文化財
- 中山道桶川宿府川本陣跡 - 県指定有形文化財・建造物
- 矢部家住宅 - 市指定有形文化財
- 中山道宿場館 - 観光案内所
- ことぶき広場 - 旧桶川市立桶川南小学校[11]
- おけがわ幼稚園
- 埼玉縣信用金庫桶川支店
- 桶川稲荷神社
- 氏神神社